# Bobcat vállalat

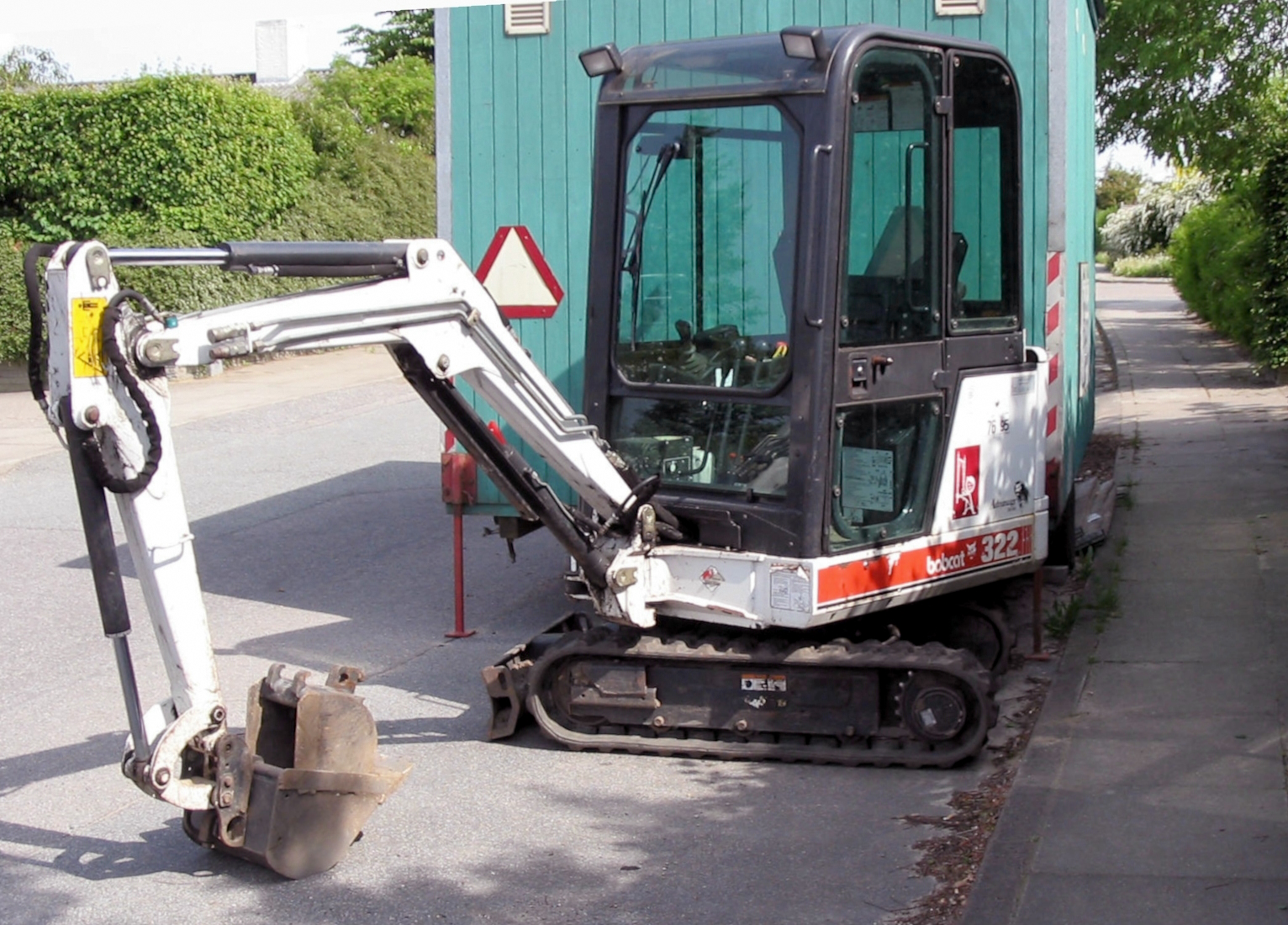
Bobcat 322

A Bobcat vállalat farm- és építkezési felszereléseket gyárt, a dél-koreai Doosan csoport része. Amerikai székhelye Nyugat-Fargóban, Észak-Dakotában van. Európai székhelye Waterloo-ban, Belgiumban található. 1995-től 2007. júliusig az Ingersoll Rand cég leányvállalata volt, de 4,9 milliárd dollárért eladták a Doosan Infracore-nak. A cég mini rakodógépeket, kisméretű markológépeket és haszongépjárműveket, kistraktorokat és egyéb kicsi hidraulikus felszereléseket gyárt Bobcat márkanév alatt. Egyike Észak-Dakota hatalmas gyárainak.

## Története
Az 1950-es években Louis és Cyril Keller hegesztőüzemet  működtetett Rothsay közelében, Minnesotában. 1956-ban Eddie Velo, egy török farmer egy olyan kisgépet kért, amivel könnyen lehet manőverezni egy pajtában, és elég könnyű ahhoz, hogy az említett épület magasabb szintjeire is felmehessen.  A Keller testvérek kidolgoztak egy háromkerekű, szíjhajtású gépet, és 1957. február 4-én le is szállították. A Keller fivérek később rájöttek a szíjhajtás hátrányára, így 1958-ban kifejlesztettek egy erősebb, kuplungos példányt. Ez lett az alapja a Melroe M60 rakodónak; a nagybátyjuk alapította a Melroe Manufacturing Company-t, Gwinnerben, Észak-Dakotában. Rokonuk arra ösztökélte őket, hogy gépeikkel vegyenek részt a Minnesota State Fair-en. 1960-ban bemutatták az M400-as kompakt rakodót, és 1962-ben a 440-es modell megjelenésével már a Bobcat márkanevet használták. Les Melroe és a reklámügynök Lynn Bickett állandósították a Bobcat márkanevet, ráadásul egy hosszú utazás alkalmával kitaláltak egy új szlogent: „erős, gyors és mozgékony”. A Melroe vállalatot 1969-ben megvásárolta a Clark Equipment Company, majd 1995-ben az Ingersoll Rand. Jelenleg a Doosan birtokolja a Clark Equipment Company-t, ami a Bobcatet működteti.
Mostanra a Bobcat világszerte bejegyzett márkanév.

## Fordítás
Ez a szócikk részben vagy egészben  a   Bobcat Company című angol Wikipédia-szócikk ezen változatának fordításán alapul.  Az eredeti cikk szerkesztőit annak laptörténete sorolja fel. Ez a jelzés csupán a megfogalmazás eredetét és a szerzői jogokat jelzi, nem szolgál a cikkben szereplő információk forrásmegjelöléseként.